# Euphorbia suffulta
Euphorbia suffulta är en törelväxtart som beskrevs av Peter Vincent Bruyns. Euphorbia suffulta ingår i släktet törlar, och familjen törelväxter. Inga underarter finns listade i Catalogue of Life.